# Jonathan Banks
Pour les articles homonymes, voir Banks.
Jonathan Banks est un acteur américain, né le 31 janvier 1947 à Washington, D.C.
Apparaissant notamment dans les films Y a-t-il un pilote dans l'avion ? (1980), 48 heures (1982), Gremlins (1984), Le Flic de Beverly Hills (1984) ou encore Flipper (1996). Il tient, entre 1987 et 1990, son premier grand rôle, celui de Frank McPike, dans la série télévisée Un flic dans la mafia. 
De 2009 à 2022, il interprète le personnage de Mike Ehrmantraut dans la série Breaking Bad (2009-2013) puis dans son spin-off Better Call Saul (2015-2022) ainsi que le film El Camino (2019).
Ce rôle le fait mondialement connaître et lui permet d'apparaître dans de nombreuses séries, que ce soit de manière récurrente, comme dans Community en 2014, ou comme invité.

## Biographie

### Jeunesse et formation
Jonathan Banks naît à Washington D.C. Sa mère, Elena, a travaillé pour la CIA et était aussi professeur à l'Indiana State University.
Il poursuit des études à l'Indiana University Bloomington où il est un camarade de classe de Kevin Kline. Les deux ont participé à la production de The Threepenny Opera. Ensemble, ils commenceront à se produire sur des petites scènes de théâtre. Après avoir finalement quitté l’université, Banks décidera de suivre une troupe en tant que régisseur en Australie. 

### Carrière
À partir de 1974, Jonathan Banks s'est installé à Los Angeles pour se concentrer sur sa carrière d’acteur, qui débute à la télévision dans le téléfilm The Macahans (1976). Très vite reconnu dans le monde du petit écran, Banks enchaîne les tournages et parvient à faire ses débuts au cinéma en 1978 dans pas moins de trois films : Le Retour, Le Privé de ces dames et Les Guerriers de l’enfer, en jouant des petits rôles. 
Sollicité aussi bien pour la comédie que le drame, pour l’action que le thriller, Banks multiplie les apparitions sur grand écran dans plusieurs films grand public, voire cultes, à l'image de Y a-t-il un pilote dans l’avion ? en 1980, 48 Heures en 1982 et Le Flic de Beverly Hills et Gremlins en 1984.
Entre 1987 et 1990, Banks joue le rôle de Frank McPike, supérieur du protagoniste de la série Un flic dans la mafia. Il reprendra le rôle en 1996 le temps d'un téléfilm.
Entre 1995 et 2008, Jonathan Banks est resté particulièrement actif en enchaînant les contrats les uns à la suite des autres, aussi bien en longs métrages (Piège à grande vitesse en 1995, Flipper en 1996 ainsi que Proximity et Crocodile Dundee 3 en 2001) qu'en séries (le temps d’un ou deux épisodes) dans Alias (2002), Les Experts (2005), Urgences (2007), Cold Case : affaires classées (2008) ou encore Castle (2009). 

#### Depuis 2009: Porté par le succès deBreaking Bad

##### Treize années à jouer Mike Ehrmantraut
Entre 2009 et 2012, il interprète son rôle le plus célèbre dans la série Breaking Bad, celui de Mike Ehrmantraut, un « homme à tout faire » travaillant pour un cartel de la drogue.
Entre 2015 et 2022, il reprend dans un premier temps le personnage de Mike Ehrmantraut tout au long de la série dérivée Better Call Saul, centrée sur Saul Goodman, incarné par Bob Odenkirk, puis en 2019 dans le film El Camino, suite de la série centrée sur le personnage de Jesse Pinkman, interprété par Aaron Paul,.

##### Une plus grande présence
Le temps d'un épisode, il interprète en 2011 le frère de Ed O'Neill dans la série Modern Family.
En 2013, il est notamment présent dans la comédie Arnaque à la carte.
En 2014, il rejoint la distribution secondaire de la sitcom Community, jouant le professeur en criminologie Buzz Hickey le temps de onze épisodes de la cinquième saison puis le casting de Authors Anonymous et Comment tuer son boss 2
En 2015, il apparaît dans l'épisode pilote de la série de science-fiction The Expanse.
En 2017, il joue un rôle secondaire, celui du raciste Pappy McAllan, dans le film extrêmement bien accueilli Mudbound de Dee Rees,.
En 2018, il joue un des passagers du train dans le film d'action The Passenger de Jaume Collet-Serra porté par Liam Neeson. 
En 2021, il interprète le directeur du renseignement national James R. Clapper dans la mini-série The Comey Rule, adaptation des mémoires du directeur du FBI James Comey.

##### Une récurrence dans les voix
Depuis 2013 et la série d'animation Axe Cop, Jonathan Banks se sert de sa voix bourrue, graveleuse, et profonde pour incarner différents personnages dans divers média.
En 2015, il prête sa voix au commissaire James « Jim » Gordon dans le jeu vidéo Batman: Arkham Knight, dernier volet de la franchise Batman: Arkham mettant en scène le personnage de DC Comics, Batman.
De 2016 à 2018, il prête sa voix à Eruptor dans la série d'animation Skylanders Academy.
De 2017 à 2020, il prête sa voix à Quirin dans la série d'animation Raiponce, suite du film de 2010.
En 2018, il succède au défunt Bud Luckey pour le rôle de Rick Dicker dans la suite du film Les Indestructibles sortie en 2004.
Dans la série F is for Family, il prête sa voix depuis 2020 au père de Frank Murphy, personnage principal de la série interprété par Bill Burr.
En 2022, il prête sa voix au méchant de DC Comics Black Mask / Roman Sionis dans le film d'animation Catwoman: Hunted.

## Filmographie

### Cinéma

#### Longs métrages
- 1978 : Le Retour (Coming Home) de Hal Ashby : le marin de la petite fête
- 1978 : Le Privé de ces dames (The Cheap Detective) de Robert Moore : Cabbie
- 1978 : Les Guerriers de l'enfer (Who'll Stop the Rain) de Karel Reisz : le marin
- 1979 : The Rose de Mark Rydell : l'organisateur de télévision
- 1980 : Y a-t-il un pilote dans l'avion ? (Airplane!) de Jim Abrahams, David Zucker et Jerry Zucker : Gunderson
- 1980 : Faut s'faire la malle (Stir Crazy) de Sidney Poitier : Jack Graham
- 1981 : Gangster Wars (en) de Richard C. Sarafian : Dutch Schultz
- 1982 : Frances de Graeme Clifford : Hitchhiker
- 1982 : 48 Heures (48 Hrs.) de Walter Hill : Algren
- 1984 : Gremlins de Joe Dante : Brent
- 1984 : Les Aventures de Buckaroo Banzaï à travers la 8e dimension (The Adventures of Buckaroo Banzai Across the 8th Dimension) de W. D. Richter : Lizardo, le garde de l'hôpital
- 1984 : Le Flic de Beverly Hills (Beverly Hills Cop) de Martin Brest : Zack
- 1986 : Armé et dangereux (Armed and Dangerous) de Mark L. Lester : Clyde Klepper
- 1987 : Cold Steel : Sur le fil du rasoir (Cold Steel) de Dorothy Ann Puzo : « Iceman » Isaac
- 1988 : Schyzo Dream (Pin) de Sandor Stern : Pin (voix)
- 1989 : Honeymoon Academy (en) de Gene Quintano : Pitt[22]
- 1992 : Freejack de Geoff Murphy : Michelette
- 1992 : There Goes the Neighborhood de Bill Phillips : l'élégant Harry
- 1993 : L'Extrême Limite (Boiling Point) de James B. Harris : Max Waxman
- 1994 : Body Shot de Dimitri Logothetis : Simon Devereaux / Blake Donner
- 1994 : Walker Texas Ranger 3: Deadly Reunion de Michael Preece : Shelby Valentine
- 1995 : Piège à grande vitesse (Under Siege 2: Dark Territory) de Geoff Murphy : Scotty, le mercenaire
- 1995 : Last Man Standing de Joseph Merhi : l'inspecteur Frank « Doc » Kane[22]
- 1996 : Flipper d'Alan Shapiro (it) : Dirk Moran
- 1996 : Dark Breed de Richard Pepin : Joseph Shay
- 1999 : Let the Devil Wear Black de Stacy Title : Satch
- 1999 : Foolish (en) de Dave Meyers : Numbers
- 1999 : Trash de Mark Anthony Galluzzo : le juge Callum
- 2001 : Downward Angel de Kevin Lewis : Herod
- 2001 : Face to Face d'Ellie Kanner (en) : l'inspecteur
- 2001 : Crocodile Dundee 3 (Crocodile Dundee in Los Angeles) de Simon Wincer : Milos Drubnik
- 2001 : Proximity de Scott Ziehl : Price
- 2002 : R.S.V.P. (en) de Mark Anthony Galluzzo : Walter Franklin
- 2002 : Dark Blue de Ron Shelton : James Barcomb
- 2005 : Circadian Rhythm (uk) de René Besson : Trejo
- 2006 : Puff, Puff, Pass de Mekhi Phifer : Lance
- 2007 : À cœur ouvert (Reign Over Me) de Mike Binder : Stetler
- 2008 : Proud American (en) de Fred Ashman : M.Moretti
- 2013 : Arnaque à la carte (Identity Thief) de Seth Gordon : Paul
- 2013 : Watercolor Postcards (en) de Rajeev Dassani : Ledball
- 2014 : Bullet de Nick Lyon : Carlito Kane
- 2014 : Authors Anonymous (en) de Ellie Kanner (en) : David Kelleher
- 2014 : Comment tuer son boss 2 (Horrible Bosses 2) de Sean Anders : l'inspecteur Hatcher
- 2016 : En cavale de Peter Billingsley : Harper
- 2017 : Mudbound de Dee Rees : Pappy McAllan
- 2018 : The Passenger (The Commuter) de Jaume Collet-Serra : Walt
- 2018 : Viking : L'Invasion des Francs (nl) (Redbad) de Roel Reiné : Pepijn de Herstal
- 2019 : El Camino : Un film Breaking Bad (El Camino: A Breaking Bad Movie) de Vince Gilligan : Mike Ehrmantraut

Prochainement
- date inconnue : The Damaged d'Ellie Kanner : Joe[23] (en préproduction[23])

#### Courts métrages
- 1974 : Linda's Film on Menstruation de Linda Feferman : Johnny Stanton
- 2013 : Roar d'Abe Scheuermann : Bernie Warren
- 2015 : I'm Brave! de Galen Fott : le camion de pompier
- 2016 : Alibi de Cameron Burnett : Billy
- 2018 : HP: The Wolf - True Alpha de Lance Acord : The Fixer
- 2019 : They Came and Left de Franklin Fuentes et Galicia Vaca Lopez : le journaliste TV

#### Films d'animation
- 2015 : Robot Chicken DC Comics Special 3: Magical Friendship de Tom Sheppard et Zeb Wells : Composite Superman
- 2018 : Les Indestructibles 2 de Brad Bird : Rick Dicker
- 2022 : Catwoman: Hunted : Black Mask / Roman Sionis

### Télévision

#### Téléfilms
- 1976 : The Macahans de Bernard McEveety : Woodward
- 1977 : Alexander: The Other Side of Dawn (en) de John Erman : Michael
- 1977 : The Girl in the Empty Grave de Lou Antonio : Courtland Gates
- 1977 : The Night They Took Miss Beautiful (en) de Robert Michael Lewis : Buck
- 1978 : The Fighting Nightingales de George Tyne : un patient
- 1979 : The Ordeal of Patty Hearst de Paul Wendkos :
- 1979 : She's Dressed to Kill de Gus Trikonis : Rudy Striker
- 1980 : Rage! de William A. Graham : l'habitant no 2
- 1980 : Croisière en enfer (Desperate Voyage) de Michael O'Herlihy : Louis
- 1983 : The Invisible Woman de Alan J. Levi : Darren
- 1983 : Si tu me tues, je te tue (Murder Me, Murder You) de Gary Nelson : Janos Saracen
- 1984 : Nadia de Alan Cooke : Gheorge Comăneci
- 1984 : Boys in Blue de Gary Nelson : Slick Slim
- 1984 : Jessie : Ernie Ross
- 1986 : Le Cinquième Missile (The Fifth Missile) de Larry Peerce : Ray Olson
- 1986 : Assassin de Sandor Stern : Earl Dickman
- 1986 : Qui est Julia ? (Who Is Julia?) de Walter Grauman : Jack Bodine
- 1987 : Downpayment on Murder de Waris Hussein : l'inspecteur McKenzie
- 1987-1990 : Un flic dans la mafia (Wiseguy) : Frank McPike
- 1991 : Cauchemar (Don't Touch My Daughter) de John Pasquin : Ryter
- 1993 : Angle mort (Blind Side) de Geoff Murphy : Aaron
- 1993 : Bobby et Marilyn (Marilyn and Bobby: Her Final Affair) de Bradford May : Joe Scoman
- 1994 : Shadow of Obsession de Kevin Connor : Keegan
- 1996 : Harvey de George Schaefer : C. J. Lofgren, le chauffeur de taxi
- 1997 : Qui a tué ma meilleure amie ? (Melanie Darrow) de Gary Nelson : Arthur Abbot
- 1997 : Mille hommes et un bébé (A Thousand Men and a Baby) de Marcus Cole : le père O'Riley
- 1998 : Un dollar pour un mort (Dollar for the Dead) de Gene Quintano : le colonel Skinner
- 1999 : La Chevauchée des héros (Outlaw Justice) de Bill Corcoran : le shérif Conklin
- 1999 : Millennium Man de Bradford May : Dr Eisenberg
- 2007 : Murder 101: College Can Be Murder de John Putch : l'inspecteur Frank Chambers
- 2013 : Bloodline de Peter Berg : Leo Killpriest

#### Séries télévisées
- 1976-1977 : Barnaby Jones : Vince Gentry (saison 4, épisode 15) et le vendeur de voitures (saison 5, épisode 17)
- 1977 : Family : le serviteur (saison 2, épisode 18)
- 1977 : Carter Country : Bob Phillips (saison 1, épisode 4)
- 1978 : The Word : le jeune LeBrun (mini-série)
- 1979 : Ike : le sergent de première classe (mini-série)
- 1979 : La Famille des collines (The Waltons) : Jeb Sanders (saison 8, épisode 12)
- 1979-1981 : Lou Grant : Cyrus (saison 2, épisode 16), Clay Starkes (saison 3, épisode 9), l'intrus (saison 4, épisode 9)
- 1980 : La Petite Maison dans la prairie (Little House on the Prairie) : Jed (saison 6, épisode 16 : Les Évadés)
- 1981 : Sanford : Al (saison 2, épisode 4)
- 1981 : Chronique des années 30 (en) (The Gangster Chronicles) : Dutch Schultz (mini-série)
- 1981 : Best of the West : Hombre (saison 1, épisode 7)
- 1981 : Shannon : rôle inconnu (saison 1, épisode 2)
- 1982 : Report to Murphy : Vinnie (saison 1, épisode 6)
- 1982-1983 : Hooker (T.J. Hooker) : Danny Scott (saison 1, épisode 5), Freddy Baker (saison 2, épisode 20)
- 1982-1983 : Simon et Simon (Simon and Simon) : M. Lloyd (saison 1, épisode 12), Alan Wyncoop (saison 2, épisode 7), le lieutenant Julian Bogartis (saison 3, épisode 5)
- 1983 : Capitaine Furillo (Hill Street Blues) : Reggie (saison 3, épisodes 20 et 21)
- 1983 : Les Petits Génies (Whiz Kids) : rôle inconnu (saison 1, épisode 1)
- 1984 : Matt Houston : rôle inconnu (saison 2, épisode 15)
- 1984 : Legmen : le lieutenant Vitelli (saison 1, épisode 7)
- 1984 : Jessie : Ernie Ross (saison 1, épisode 1)
- 1984 : Cagney et Lacey (Cagney and Lacey) : Keith Edsin (saison 4, épisode 4)
- 1984-1985 : Le Juge et le Pilote (Hardcastle and McCormick) : Bill Rogers (saison 2, épisode 1), Weed Randall (saison 2, épisode 18), Taylor Walsh (saison 3, épisode 1)
- 1985 : Otherworld le Kommander Nuveen Kroll (mini-série en 8 épisodes)
- 1985 : Harry Fox, le vieux renard (Crazy Like a Fox) : rôle inconnu (saison 1, épisode 11)
- 1985 : Flics à Hollywood (Hollywood Beat) : rôle inconnu (saison 1, épisode 9)
- 1985 : Rick Hunter (Hunter) : l'inspecteur Gary Krewson (saison 2, épisode 9)
- 1987 et 1993 : Perry Mason : Luke Dickson (troisième série, épisode 4 : L'Affaire de l'amour perdu) et Dr William Shell (troisième série, épisode 24 : La Formule magique)
- 1987 : Falcon Crest : Kolinski (8 épisodes)
- 1987 : Femmes d'affaires et Dames de cœur (Designing Women) : Eldon Ashcroft IV (saison 2, épisode 1)
- 1987-1990 : Un flic dans la mafia (Wiseguy) : Frank McPike (74 épisodes)
- 1993 : Star Trek: Deep Space Nine : Shel-la (saison 1, épisode 12)
- 1994 : Highlander : Mako (saison 2, épisode 12)
- 1994 : Matlock : Jack Starling (saison 8, épisode 18)
- 1994 : Walker, Texas Ranger : Shelby Valentine (saison 2, épisode 22)
- 1994 : Les Contes de la crypte (Tales from the Crypt) : William (saison 6, épisode 8)
- 1994-1995 : SeaQuest, police des mers (seaQuest DSV) : Maximillian Scully (saison 1, épisode 15 et saison 3, épisode 8)
- 1995 : Women of the House : Jim Sugarbaker (6 épisodes)
- 1995 : Un tandem de choc (Due South) : Garret (saison 1, épisode 19)
- 1996 et 2000 : Diagnostic : Meurtre (Diagnosis Murder) : Max Jupe (saison 4, épisode 1) et Bruce Locatelli (saison 7, épisode 16)
- 1997-1998 : Fired Up : Guy Mann (28 épisodes)
- 2000-2001 : The Trouble with Normal : Dr Lowell (saison 1, épisodes 1 et 13)
- 2001 : Washington Police : Monya Pastov (saison 1, épisode 22)
- 2003 : Alias : Frederick Brandon (saison 2, épisodes 20 et 22)
- 2003 : La Vie avant tout (Strong Medicine) : Frank Hardwhyck (saison 4, épisode 13)
- 2004 : Le Monde de Joan (Joan of Arcadia) : le shérif Mike Rakowski (saison 1, épisode 12)
- 2004-2006 : Les Experts (CSI: Crime Scene Investigation) : Bobby Jensen (saison 5, épisode 7 et saison 6, épisode 13)
- 2005 : DOS : Division des opérations spéciales (E-Ring) : l'administrateur Cooper, directeur du personnel (4 épisodes)
- 2006 : Ghost Whisperer : Lyle Chase (saison 1, épisode 13)
- 2006 : FBI : Portés disparus (Whitout a Trace) : Sal Marcello (saison 4, épisode 17)
- 2006-2007 : Day Break : l'homme de l'ombre / Conrad Detweiler (7 épisodes)
- 2007 : Dexter : le directeur adjoint du FBI Max Adams (saison 2, épisodes 11 et 12)
- 2008 : Urgences (ER) : Robert Truman (saison 14, épisode 13)
- 2008 : Shark : Jason Normandy (saison 2, épisodes 12 et 13)
- 2008 : Life : Nathan Gray (saison 2, épisode 5)
- 2008 : Eli Stone : agent Jonathan Maine (saison 2, épisode 8)
- 2009 : Cold Case : Affaires classées (Cold Case) : John « Shameless » Clark (saison 6, épisode 16)
- 2009 : Castle : Bruce Kirby (saison 1, épisode 4)
- 2009 : Lie to Me : Bitcher, un ancien membre du FBI (saison 1, épisode 13)
- 2009-2012 : Breaking Bad : Mike Ehrmantraut (28 épisodes)
- 2011 : Modern Family : Donnie Pritchett (saison 2, épisode 19)
- 2011 : Mon oncle Charlie (Two and a Half Men) : Pawn Broker (saison 9, épisode 10)
- 2011 : Les Experts : Miami (CSI: Miami) : Oscar Duarte (saison 10, épisode 10)
- 2012 : Ringer : Remy Osterman (saison 1, épisodes 20 et 21)
- 2012 : Parks and Recreation : Steve Wyatt (saison 5, épisode 6)
- 2012 : Vegas : Angelo LaFlatta (saison 1, épisodes 3 et 7)
- 2013 : Body of Proof : l'inspecteur Glenn Fitz (saison 3, épisode 13)
- 2014 : Community : Buzz Hickey (11 épisodes)
- 2015-2022: Better Call Saul : Mike Ehrmantraut (40 épisodes - Fini)
- 2015 : The Lizzie Borden Chronicles : M. Flowers (mini-série, 3 épisodes)
- 2015 : The Expanse : l'officier adjoint (saison 1, épisode 1)
- 2017 : Dr. Ken : Dr Erwin (saison 2, épisode 19)
- 2017 : Shut Eye : le père de Linda (saison 2, épisode 7)
- 2018 : Better Call Saul: Madrigal Electromotive Security Training : Mike Ehrmantraut (mini-série en 10 épisodes)
- 2020 : The Comey Rule (mini-série) : James R. Clapper

- 2024 : Constellation : Henri

#### Séries d'animation
- 2013 et 2015 : Axe Cop : Book Cop / le DJ radio (3 épisodes)
- 2014 : Mike Tyson Mysteries : The Wizard (saison 1, épisode 4)
- 2015 : Major Lazer : la Loi (saison 1, épisode 2)
- 2015 : Souvenirs de Gravity Falls : Filbrick Pines (saison 2, épisode 12)
- 2016-2018 : Skylanders Academy : Eruptor (38 épisodes)
- 2017-2020 : Raiponce, la série (Tangled) : Quirin (8 épisodes)
- 2020 - 2021 : F Is for Family : William Murphy (12 épisodes)

### Jeux vidéo
- 2015 : Batman: Arkham Knight : le commissaire James Gordon

## Distinctions

### Récompenses
- Saturn Awards 2013 : meilleur acteur de télévision dans un second rôle dans Breaking Bad[24]
- Critics' Choice Television Awards 2015 : meilleur acteur dans un second rôle dans une série télévisée dramatique dans Better Call Saul[25]
- Saturn Awards 2022 : meilleur acteur de télévision dans un second rôle pour Better Call Saul

### Nominations
- Primetime Emmy Awards 1989 : meilleur acteur dans un second rôle dans une série télévisée dramatique dans Un flic dans la mafia[26]
- Viewers for Quality Television 1990 (en) : meilleur acteur dans un second rôle dans une série télévisée dramatique dans Un flic dans la mafia[27]
- Screen Actors Guild Awards 2012 : meilleure distribution pour une série télévisée dramatique dans Breaking Bad[28]
- Critics' Choice Television Awards 2013 : meilleur acteur dans un second rôle dans une série télévisée dramatique dans Breaking Bad[29]
- Primetime Emmy Awards 2013 : meilleur acteur dans un second rôle dans une série télévisée dramatique dans Breaking Bad[30]
- Screen Actors Guild Awards 2013 : meilleure distribution pour une série télévisée dramatique dans Breaking Bad[31]
- Primetime Emmy Award 2015 : meilleur acteur dans un second rôle dans une série télévisée dramatique dans Better Call Saul[32]
- Satellite Awards 2016 : meilleur acteur dans un second rôle dans une série télévisée dans Better Call Saul[33]
- Primetime Emmy Award 2016 : meilleur acteur dans un second rôle dans une série télévisée dramatique dans Better Call Saul[34]
- Critics' Choice Television Awards 2021 : meilleur acteur dans un second rôle dans une série télévisée dramatique pour Better Call Saul[35]

## Voix francophones
Entre 1980 et 1984, Jonathan Banks est doublé en version française par Patrick Floersheim dans Faut s'faire la malle, Patrick Poivey dans Frances, Jacques Thébault dans 48 heures, Richard Darbois dans Gremlins, Philippe Peythieu dans Les Aventures de Buckaroo Banzaï à travers la 8e dimension et Albert Augier dans Le Flic de Beverly Hills.
Entre 1987 et 2006, Jean-Claude Balard le double à cinq reprises dans Un flic dans la mafia, Angle mort, Alias, Le Monde de Joan et Ghost Whisperer. En parallèle, il est doublé par Serge Blumental dans Freejack, Paul Borne dans Proximity, Michel Fortin dans Dark Blue, Pascal Renwick dans Les Experts et Patrice Keller dans DOS : Division des opérations spéciales.
Depuis 2006 et la série Day Break, Féodor Atkine est la voix de Jonathan Banks dans la quasi-totalité de ses apparitions. Il le retrouve dans la série Breaking Bad et ses dérivées, Castle, Modern Family, Mon oncle Charlie, Ringer, Parks and Recreation, Vegas, Body of Proof et Comment tuer son boss 2. En parallèle, il est doublé en 2008 par Vincent Grass dans Life, en 2016 par Jean-Michel Vovk dans En cavale, Patrick Poivey le retrouve en 2017 dans Mudbound, tandis qu'il est doublé par Hervé Furic en 2018 dans The Passenger.